# Cryptocephalus orotschena
Cryptocephalus orotschena es una especie de insecto coleóptero de la familia Chrysomelidae.
Fue descrita científicamente en 1926 por Jacobson.